# 红粉缘巴蜗牛
红粉缘巴蜗牛（学名：Bradybaena tourannensis rhodostoma）

## 分佈
分布于越南、缅甸、印度等东南亚、南亚一带以及中国大陆的广东、海南、云南等地，生活环境为陆地，多生活于阴暗潮湿多腐殖质的住宅、庭院、寺庙、公园及农田附近的草丛中以及乱石堆里。